# Megasurcula
Megasurcula é um gênero de gastrópodes pertencente a família Pseudomelatomidae.

## Espécies
- Megasurcula carpenteriana (Gabb, 1865)
- †Megasurcula centroamericana Landau, Da Silva & Heitz, 2016
- †Megasurcula condonana (Anderson & Martin, 1914)
- †Megasurcula cryptoconoides Makiyama, 1926
- †Megasurcula elongata (Hatai, 1940)
- †Megasurcula guayasensis Marks, 1951
- †Megasurcula howei Hanna and Hertlein, 1938
- †Megasurcula kurodai (Otuka, 1934)
- †Megasurcula osawanoensis (Tsuda)
- †Megasurcula rara (Nomura & Onishi, 1940)
- Megasurcula remondii (Gabb, 1866)
- †Megasurcula siogamensis (Nomura, 1935)
- Megasurcula stearnsiana (Raymond, 1904)
- Megasurcula tremperiana (Dall, 1911)
- †Megasurcula wynoocheensis (Weaver, 1912)
- †Megasurcula yokoyamai (Otuka, 1934)

Espécies trazidas para a sinonímia
- †Megasurcula etheringtoni Weaver, 1943: sinônimo de †Megasurcula howei Hanna and Hertlein, 1938
- Megasurcula granti Bartsch, 1944: sinônimo de Pleurotoma (Surcula) carpenteriana Gabb, 1865
- †Megasurcula keepi (Arnold) Grant and Gale, 1931: sinônimo de †Megasurcula howei Hanna and Hertlein, 1938